# Maratus azureus
Maratus azureus — вид павуків родини павуків-стрибунів (Salticidae). Описаний у 2020 році.

## Поширення
Вид поширений на заході Австралії. Описаний з чотирьох зразків (трьох самців та однієї самиці), що спіймані неподалік поселення Маянуп у Південно-Західному регіоні.

## Опис
Самці завдовжки 4,5 мм, самиці 6,5 мм. Видова назва azureus з латини перекладається як «лазурний», вказує на темно-синій колір спинки у самців. Груди темно-коричневі, майже чорні, переважно голі. Очна область чотирикутна густо вкрита світлими лусочками і переривається п'ятьма чіткими смужками червоно-помаранчевих лусочок, які простягаються ззаду кожного переднього ока.